# 皇室の儀式
皇室の儀式（こうしつのぎしき）では、皇室（天皇及び皇族）に関する様々な儀式について記す。このうち、天皇に関する儀式には、日本国憲法第7条に定める国事行為及びそれには当てはまらない公的行為の2つに分けられる。

## 懐妊 - 誕生
仮御著帯式
御着帯（おんちゃくたい）
懐妊した女性皇族が、妊娠9か月目の戌の日に、安産を祈念して行う。皇后雅子の場合は、天皇から紅白の生平絹（きのひらぎぬ）の帯が贈られ、帯親が遣わした宮務官が懐妊中の女性皇族に届ける御帯進献の儀（おんおびしんけんのぎ）に続いて、掌典が帯を預かり、宮中三殿に持ち帰り夫妻の代拝を行う。神楽歌を奉納し神饌を供え、掌典長が祝詞を奏上したのち、参列者の前で潔斎した代拝者らが拝礼する。帯は三殿の最後、神殿に供え、祝詞が奏上される。これら一連の儀式は賢所皇霊殿神殿に着帯奉告の儀（かしこどころこうれいでんしんでんにちゃくたいほうこくのぎ）という。儀式後掌典が再び帯を届け、袿と袴の妃にモーニング姿の皇太子が女官の介添えで帯を結ぶ。
なお、妊娠5か月目に内御着帯（ないおんちゃくたい）が行われるが、正式な儀式ではない。内着帯は一般の「帯祝い」に近い儀式で、皇太子妃の場合は、ごく薄い藍色の袿と鮮やかな緋色の袴を身につけ、東宮女官長が皇后から贈られた御帯（おんおび）を部屋に運びこむ。そこへ女官に導かれたモーニング姿の皇太子が入り、夫妻が相対して椅子に座り、女官が妃の袴の上から帯をあて、前でゆるく蝶結びを作り、妃自身がこれを結んで終了。夫妻が退出し儀式が終了するとモーニングに正装した東宮職員が祝いの言葉を述べ、その後宮内庁長官が「御祝詞」（おんしゅくし）を述べる。夫妻は昼食に「御祝御膳」を囲んだあと、午後に皇居へ参内し天皇皇后に報告する。
賜剣の儀（しけんのぎ）
皇室に子供が生まれた際に、天皇から子供の健やかな成長を願い子を守る目的の守り刀を授かる儀式。小刀は白木の鞘で赤地の錦に包まれて御紋つきの桐箱に入れられ、宮中で天皇の意思を受けた使者（勅使）に託され、勅使が代行として子の元に赴き、子の枕元に供える。なお現代は、御刀は銃刀法による手続きを行う。
胞衣埋納の儀
胞衣（胎盤）を納めた壺を地中に埋める。少なくとも、清宮貴子内親王の誕生までは行われていた。
浴湯の儀（よくとうのぎ）
天皇または内廷皇族に子（新宮）が生まれた際、誕生7日目に行われる。部屋を二つに仕切り、一方で女官が子を湯浴みさせる。もう一方では衣冠単姿の読書役（とくしょやく）が古典の一説（通常は『日本書紀』）を朗読して文運を、鳴弦役（めいげんやく）が掛け声とともに弓の弦を引いて武運を祈る読書鳴弦の儀（どくしょめいげんのぎ、読書の儀・鳴弦の儀参照）が同時に行われる。なお、湯浴みは状況に応じ真似だけの場合もある。　平安時代から続く悪魔祓いの儀式で、破魔の儀(はまのぎ)ともいう。
命名の儀（めいめいのぎ）
誕生7日目に行われる。子の名を筆で記した大高檀紙と、子が身の回りで使う物に記す「お印」を記した和紙を一緒に桐の箱に入れ子の枕元に供える儀式。この儀式の翌日に正式な皇室の一員として皇統譜に名が記録される。一般における「お七夜」。
三殿奉告の儀（さんでんほうこくのぎ）
命名の儀と同時刻に、代拝者が宮中三殿に子の誕生と命名を奉告する。
賢所皇霊殿神殿に謁するの儀（かしこどころこうれいでんしんでんにえっするのぎ）
誕生後50日目に賢所、皇霊殿、神殿の宮中三殿を、子が初めて参拝する儀式。一般における「お宮参り」。
お箸初めの儀（おはしぞめのぎ）
誕生後100 - 120日目に子の健やかな成長を願い、新しい椀や箸などの膳に小豆の御粥を用意し、それを子に食べさせる儀式。しかし実際には食べる真似だけである。一般における「お食い初め」。

## 成長
着袴の儀（ちゃっこのぎ）
子が数え5歳の時に、『賜剣の儀』の際に贈られた袴を着用する儀式。男子は滝の意匠をあしらった和服「落滝津の御服」の上に白絹の袴、女子は濃色（こきいろ：濃い赤紫色）の小袖と同色の袴を、それぞれ着用する。
女子の場合、さらに袿を着用し、衵扇（あこめおうぎ：檜扇とほぼ同義）を手にして儀式が終了したとされる。
深曽木の儀（ふかそぎのぎ）
着袴の儀に引き続き行われる。着袴の儀で着用した和服と袴に加え、さらに童形服を別室で着用する。子は松と山橘の小枝を持って碁盤の上に乗り、子の髪を少し切った後、子は掛け声とともに飛び降りる。
もともと、着袴とは独立した儀式だったが、近世までに同時に行うようになった。1970年（昭和45年）の礼宮文仁親王の後、2011年（平成23年）の悠仁親王の際41年ぶりに行われた。従って、この間女子皇族（内親王4名および女王5名）について深曽木の儀は行われておらず、少なくとも現代においては男子皇族のみ行われる儀式である。
着袴の儀・深曽木の儀の終了後、宮中三殿を参拝する。
成年式
皇族男子が成年に達した際に行われる。なお皇室典範において、天皇・皇太子・皇太孫の成年は18歳（22条）でその他の皇族についての年齢規定は無いが、民法の規定に従い20歳になった際に行われている。
冠を賜うの儀
成年となった皇族男子の自宅で、天皇に遣わされた使者から、皇族男子が冠を受け取る。
加冠の儀（かかんのぎ）
成年となった皇族男子は、未成年の装束である闕腋袍（けってきのほう）に白絹の袴という出で立ちで、手には笏を持ち、頭には未成年の被り物である空頂黒幘（くうちょうこくさく）を被った姿で、先導役に導かれて天皇・皇后および参列者の待つ皇居内の広間へ入場する。次いで加冠役が空頂黒幘を外し、燕尾纓（えんびのえい）の付いた冠を被せ、冠に掛緒を付けた後、あごで結び、緒の両端を切り落とす。
つづいて成年した皇族男子が、天皇・皇后の前へ歩み出て感謝と覚悟を奏上する。同様にして両親にも感謝の言葉を述べて、儀式は終了する。
成年した皇族男子は、この後、成年の装束である縫腋袍（ほうえきのほう）、垂纓（すいえい）の冠に着替え、宮中三殿を参拝する。
朝見の儀
成年になってはじめて、天皇・皇后に会う儀式。洋装で行われる。九年酒を順番に口にし、儀式料理に箸を立てて、終了する。
この後、身位に応じて勲章が授けられ、成年式が終了する。終了後しばらくの間に、成年を報告するために、陵墓や神社を参拝する。

## 立太子
賢所大前の儀

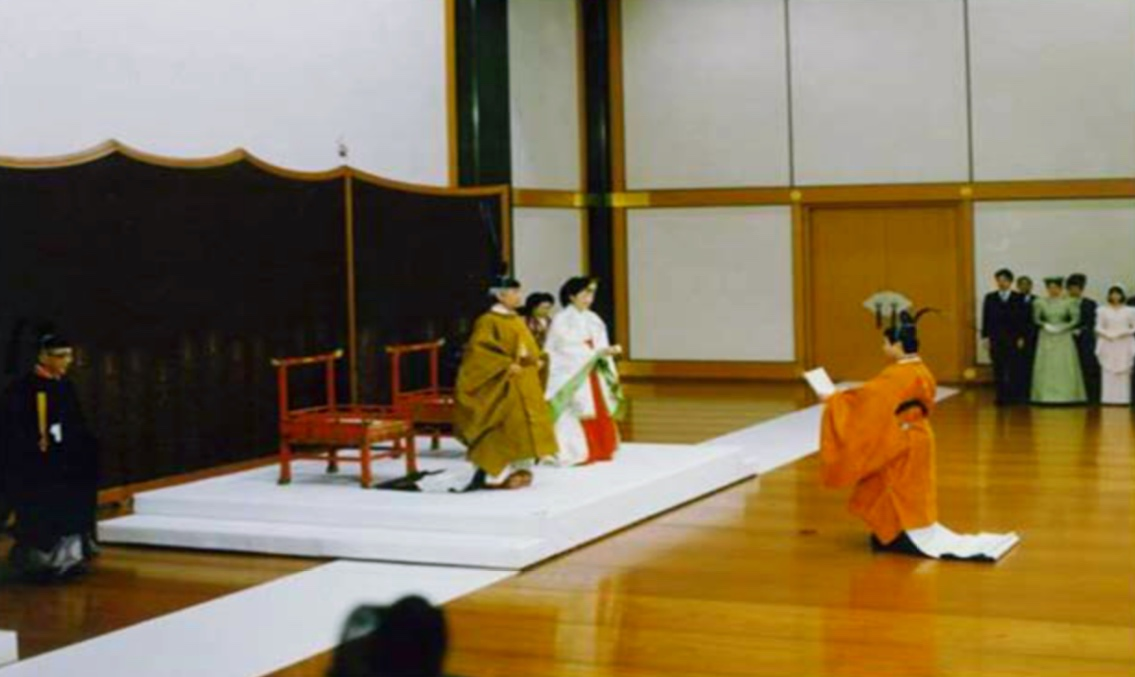
立太子宣明の儀に臨む徳仁親王
1991年（平成3年）2月23日

各皇族を初め、国務大臣、優遇者並びに夫人、外国大公使並びに夫人が参列し天皇は黄櫨染御袍（こうろぜんのごほう）を召し、皇后は五衣（いつぎぬ）・唐衣・裳を召して出御、天皇には内陣の御座について、御鈴の儀の内に拝礼し告文を奏す。
参内朝見の儀
神宮に勅使発遣の儀
山陵に勅使発遣の儀
神宮に奉幣の儀
山陵に奉幣の儀
賢所、皇霊殿、神殿に奉告の儀
賢所、皇霊殿、神殿に謁するの儀
皇太后に朝見の儀
宮中饗宴の儀

## 結婚

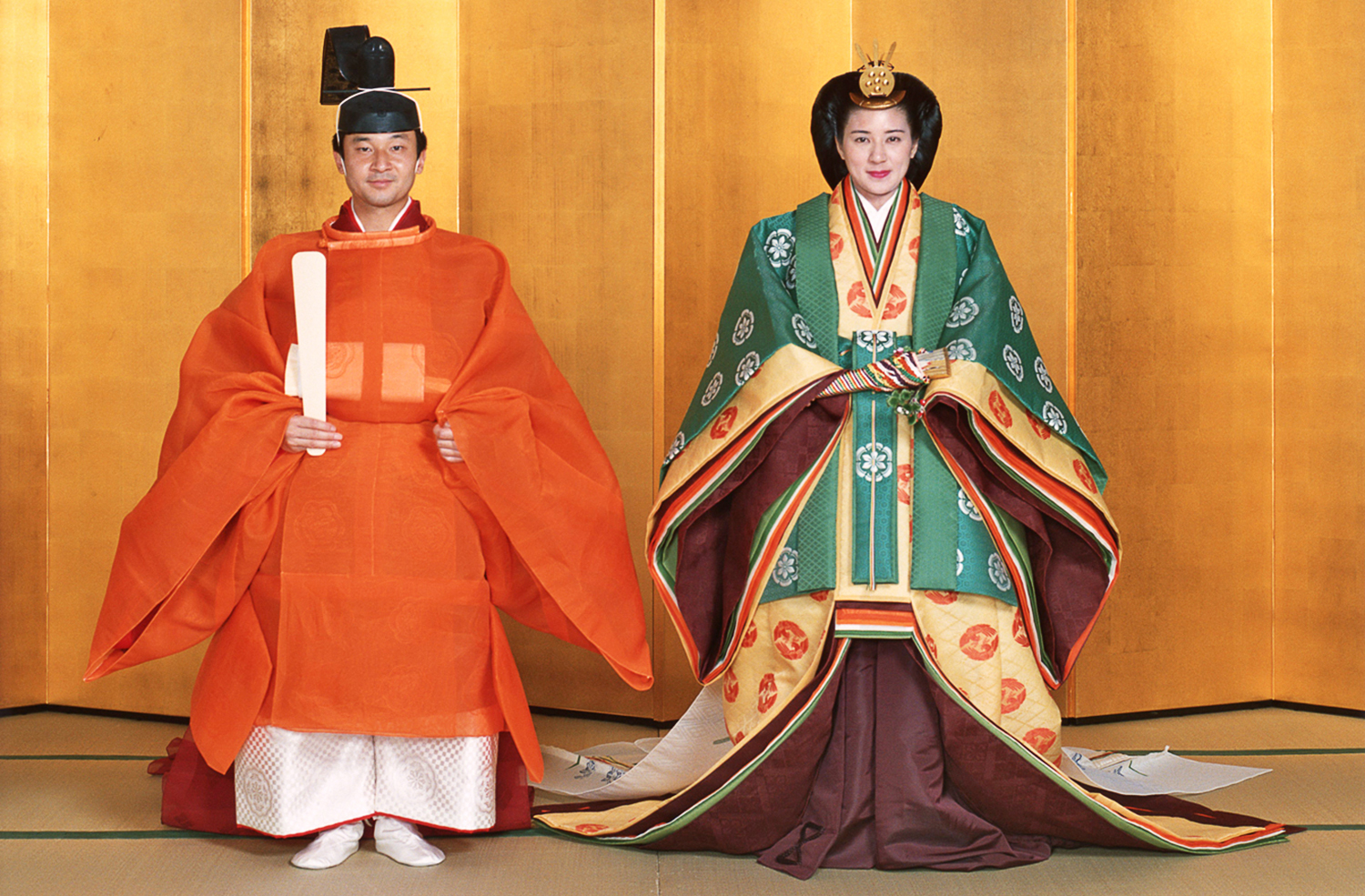
皇太子徳仁親王（当時）と小和田雅子の結婚の儀
1993年（平成5年）6月9日

天皇が結婚することは旧皇室親族令で大婚（たいこん）といい、その結婚式は大婚の式というが、これが定められた1910年（明治43年）以降、天皇に即位してから結婚した者はいないため、2019年現在は一度も行われていない。
納采の儀（のうさいのぎ）
一般における「結納」。男性側が女性側に行う。
勲章並びに御剣を賜ふの儀（くんしょうならびにぎょけんをたまわうのぎ）
納采の儀のあとに行われる。
告期の儀（こっきのぎ）
天皇側の使者が女性側に結婚の日取りを連絡する。
贈書の儀（ぞうしょのぎ）
結婚前日、婚約者同士で和歌を贈り合う儀式。
入第の儀（じゅだいのぎ）
結婚の儀当日、女性側に迎えの使者を送る。
結婚の儀（けっこんのぎ）
男女で宮中三殿の賢所に拝礼する。一般における「結婚式」。
平成時代の結婚の儀詳細は皇太子徳仁親王と小和田雅子の結婚の儀も参照。
賢所皇霊殿神殿に謁するの儀（かしこどころこうれいでんしんでんにえっするのぎ）
結婚で皇籍離脱（降嫁）する女性皇族は、宮中では結婚の儀は行わず、小袿などの姿で宮中三殿に拝礼し、先祖や神々に結婚することを報告する。儀式に結婚相手の男性は伴わない。
朝見の儀（ちょうけんのぎ）
両人が夫婦として初めて天皇・皇后に会う儀式。皇族男子が天皇に感謝と抱負を奏上し、天皇から祝福を受けた後、九年酒を順番に口にして親子固めの杯を交わし、儀式料理に箸を立てて、終了する。
降嫁する女性皇族は、一人で天皇・皇后に会い、同様に祝福を受けるが別れの杯となり、以降の結婚式などは皇室外で行う。
九年酒とは、元は9年間長期熟成し琥珀色になった清酒が使われていたが、明治以降は熟成古酒が排除されてしまい、黒豆を清酒とみりんで煮た汁を煮詰めたものが使われている。
供膳の儀（くぜんのぎ）
両人が、帰宅した後、自宅で行われる。儀式料理を前に、妃、皇族男子の順に酒を口にし、夫婦の固めの杯を交わす。その後、儀式料理に箸を立てて、終了する。
三箇夜餅の儀（みかよのもちのぎ）
子孫繁栄を祈念し、寝室で行われる。銀の皿4枚（天皇・皇太子以外は3枚）それぞれに妃の年齢の数の餅（碁石程度の大きさ）が盛られたものが用意され、夫婦がそれぞれの皿から一つずつ食べる。餅と皿はツバメの螺鈿模様を施した紫檀の箱に納められ、寝室に3日間飾られる。4日目に、縁起の良い方角に埋める。
宮中饗宴の儀（きゅうちゅうきょうえんのぎ）
数日にわたって祝宴が催される。一般における披露宴。
神宮に謁するの儀
両名が三重県伊勢の神宮に結婚を報告する。

## 践祚・即位

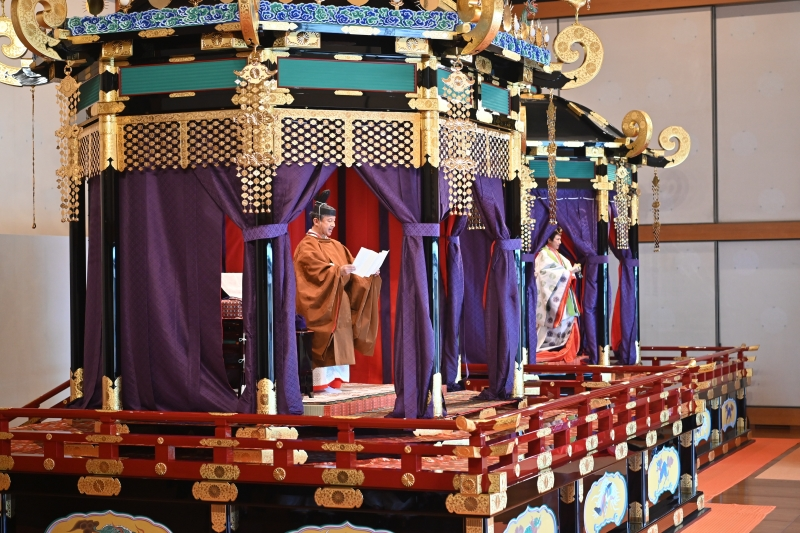
第126代天皇徳仁の即位礼 2019年（令和元年）10月22日

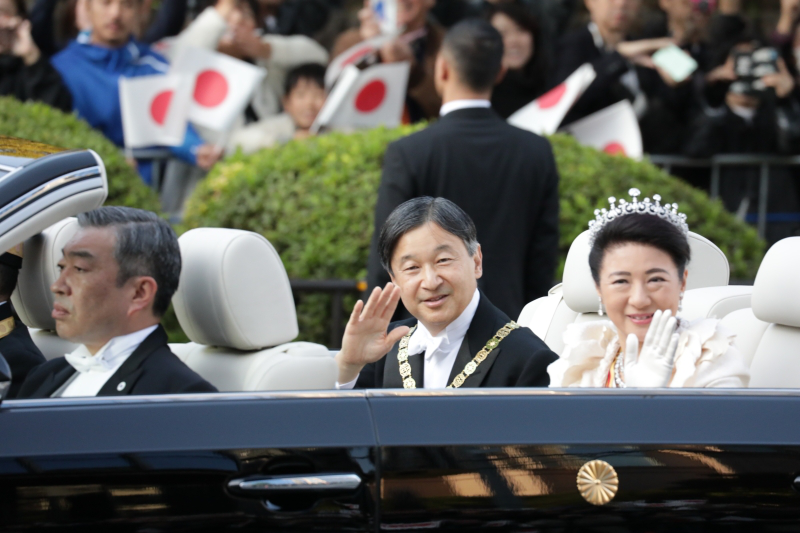
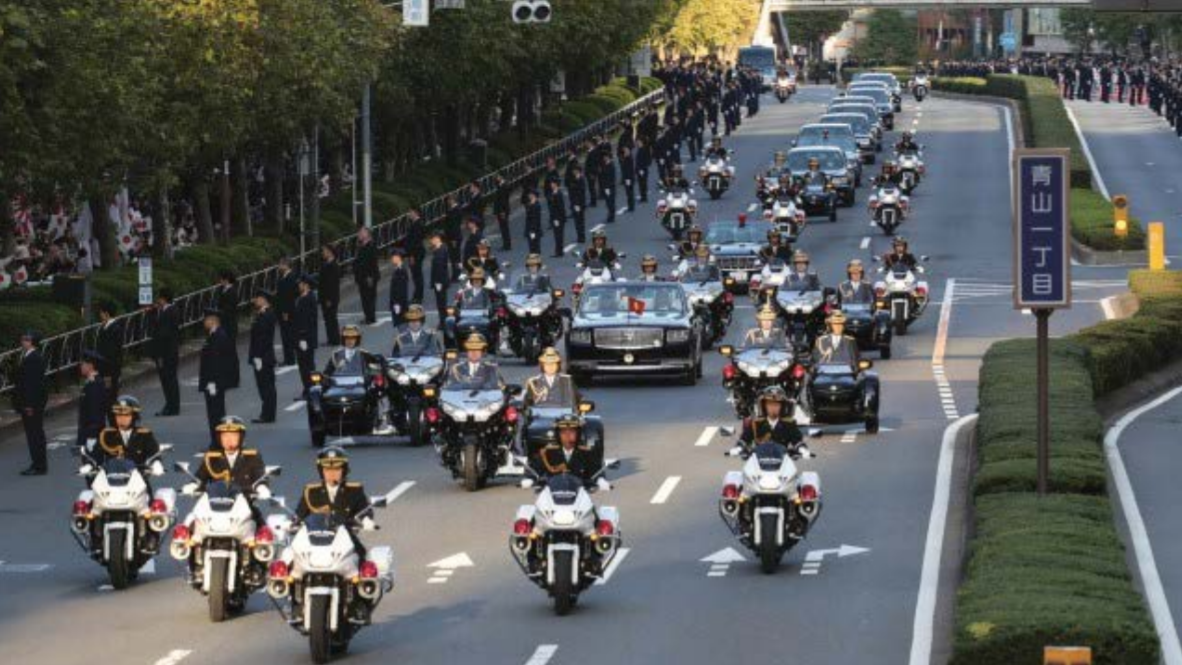
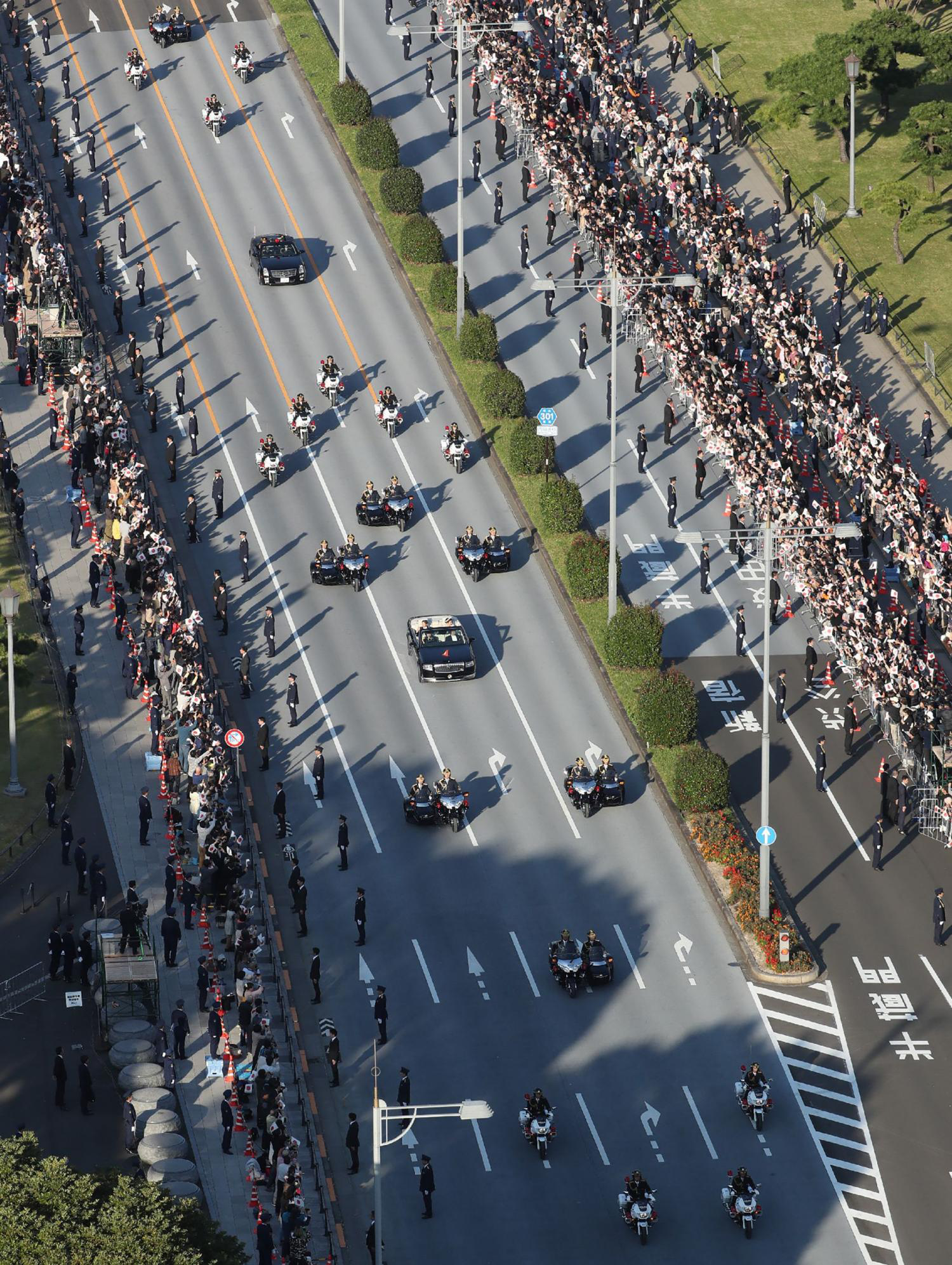

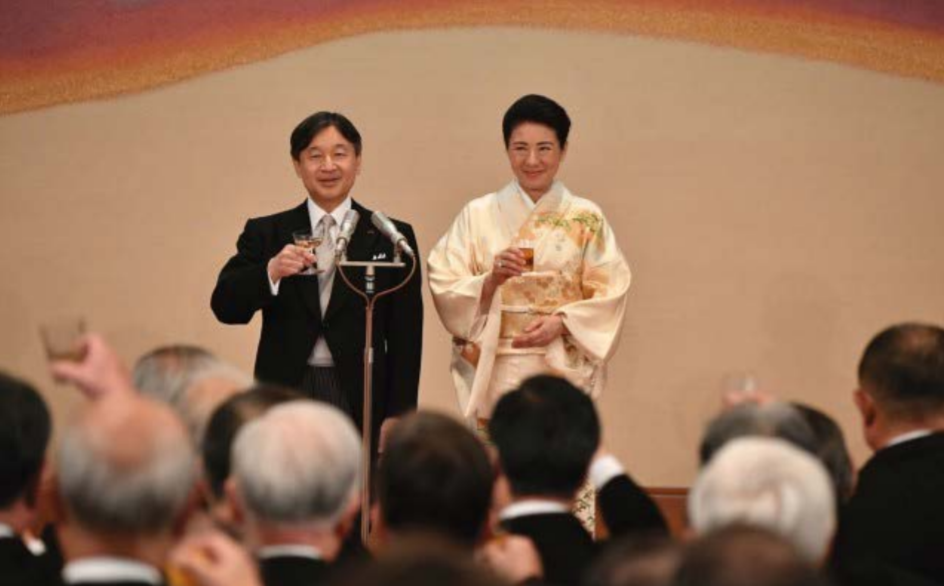
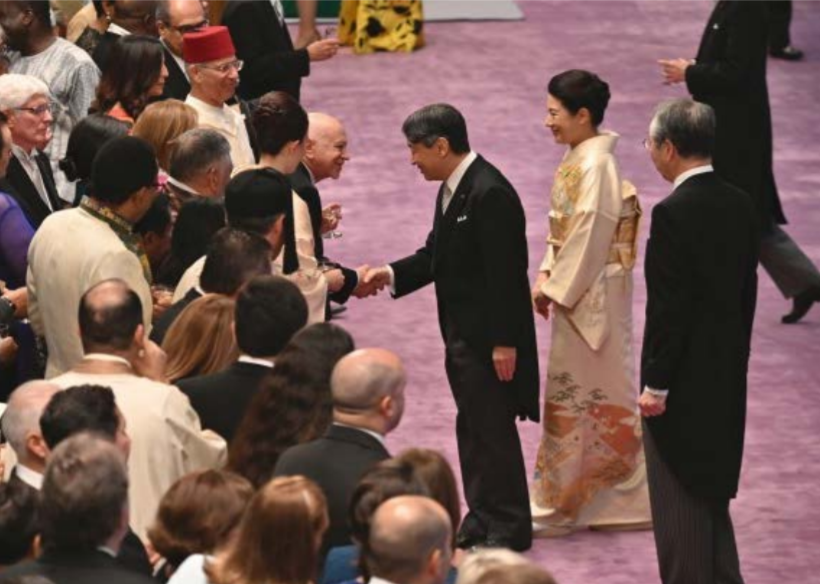
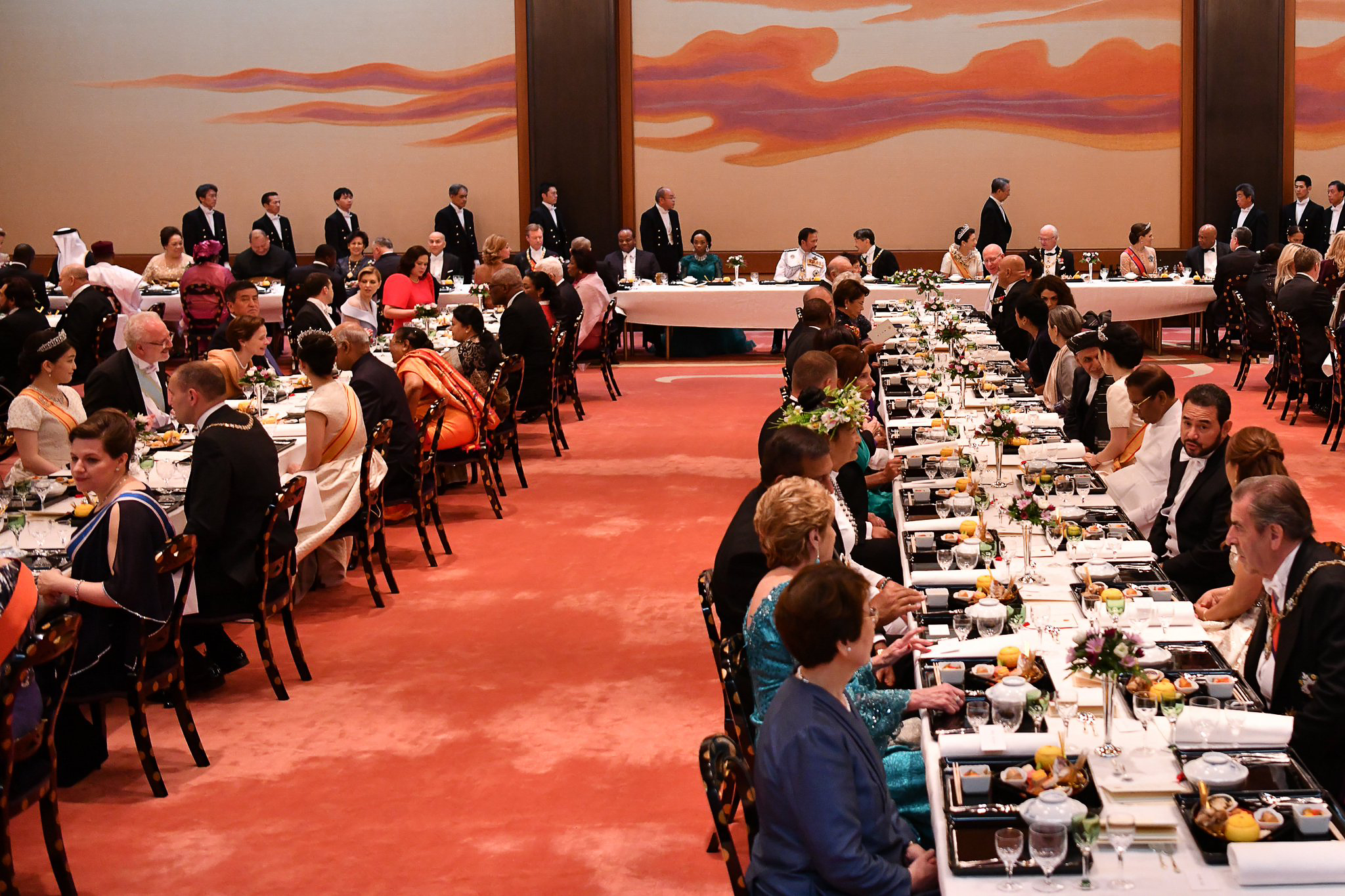

剣璽等承継の儀（けんじとうしょうけい）

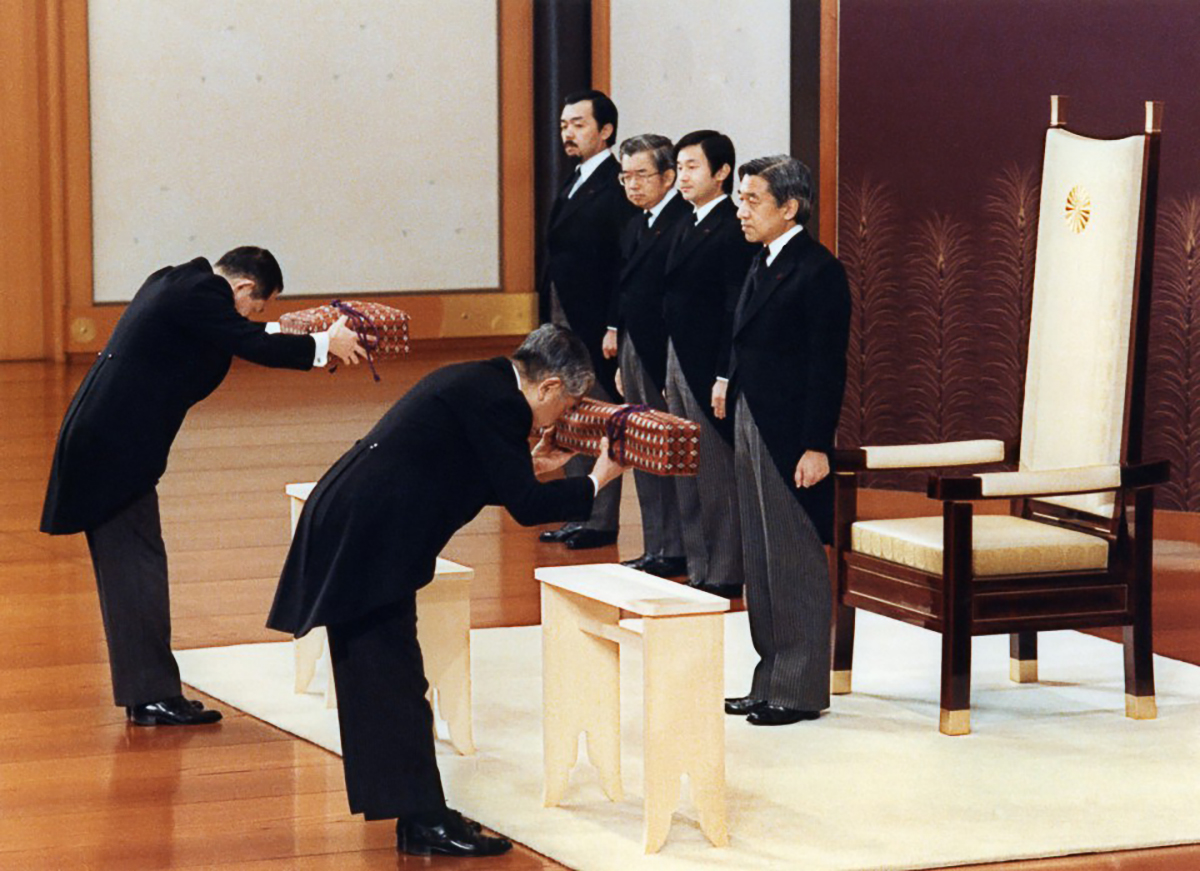
第125代天皇明仁の剣璽等承継の儀

国事行為。
剣璽渡御の儀
神鏡は賢所に奉安してあるため、渡御をすることなく、天叢雲剣と八尺瓊勾玉（剣璽）のみ渡御をする。即ち賢所第一日の儀と同時に、便殿（びんでん）に各男性皇族はじめ、各国務大臣、内閣総理大臣、衆議院議長、参議院議長、最高裁判所長官が参列する。天皇は御通常服にて、式部長官と宮内庁長官（宮内大臣）が前行する。
即位後朝見の儀

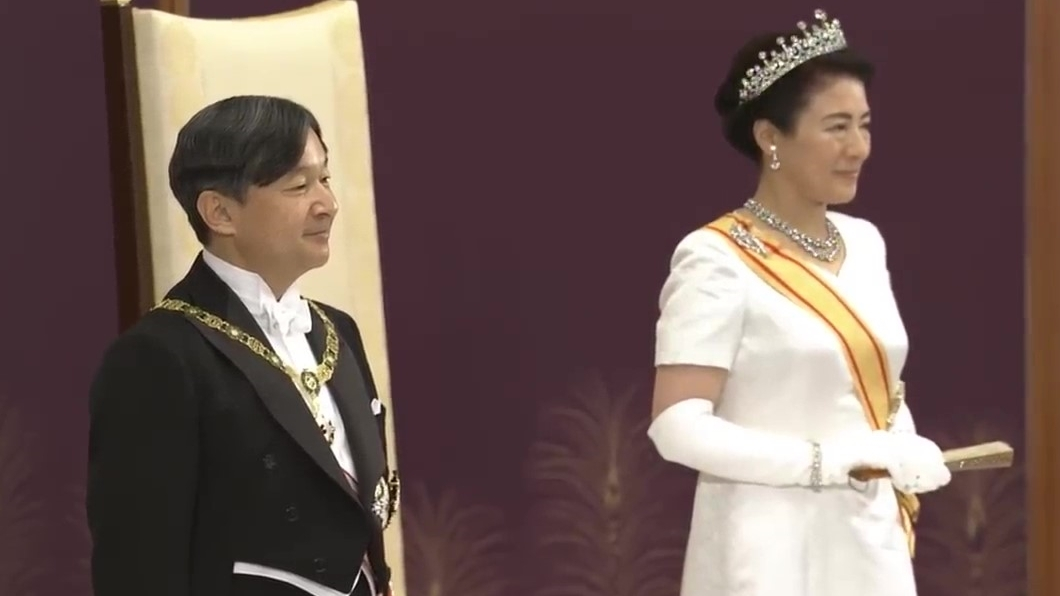
第126代天皇徳仁の即位後朝見の儀

国事行為。新天皇が、はじめて声明を発表する（旧皇室典範下では〝践祚後朝見の儀〟と称した。詳しくは践祚を参照）。宮中の正殿（松の間）で行われ、天皇は御正装で皇后はローブ・デコルテ（中礼服）を召して出御。践祚後初めて群臣に朝見をし、勅語を賜う。その後、内閣総理大臣の奉答（2019年の即位後朝見の儀では「国民代表の辞」に名称を変更）がある。
賢所に期日奉告の儀
賢所の儀（かしこどころのぎ）
第一日の儀は践祚直後に行われ、宮中三殿・賢所に掌典長が祝詞を奏した後、天皇の代拝を奉仕し、御鈴の儀のうちに御告文を奏して践祚の旨を奉告し、次いで皇后の代拝を掌典奉仕して儀を終了する。第二日、第三日の儀の次第も同様であるが、御鈴の儀、御告文の奏上は行われない。
皇霊殿神殿に期日奉告の儀（こうれいでんしん）
賢所の儀の同様の儀式を、宮中三殿・皇霊殿、神殿で行う。
神宮神武天皇山陵及び前四代の天皇山陵に勅使発遣の儀
神宮に奉幣の儀
神武天皇山陵及び前四代の天皇山陵に奉幣の儀
斎田点定の儀
斎田抜穂の儀
即位礼当日賢所大前の儀
即位礼当日皇霊殿神殿に奉告の儀
即位礼正殿の儀（そくいれいせいでんのぎ）
- 第126代天皇徳仁の即位礼
2019年（令和元年）10月22日

国事行為。新天皇が即位したことを、自身で内外に宣明する。
祝賀御列の儀（しゅくがおんれつのぎ）
国事行為。第126代天皇徳仁の即位時には、オープンカーでのパレードとして行われた。
饗宴の儀
国事行為。
神宮に勅使発遣の儀
大嘗祭前一日鎮魂の儀
大嘗祭当日賢所大御饌供進の儀
大嘗祭当日皇霊殿神殿に奉告の儀
大嘗宮の儀（だいじょうきゅうのぎ）

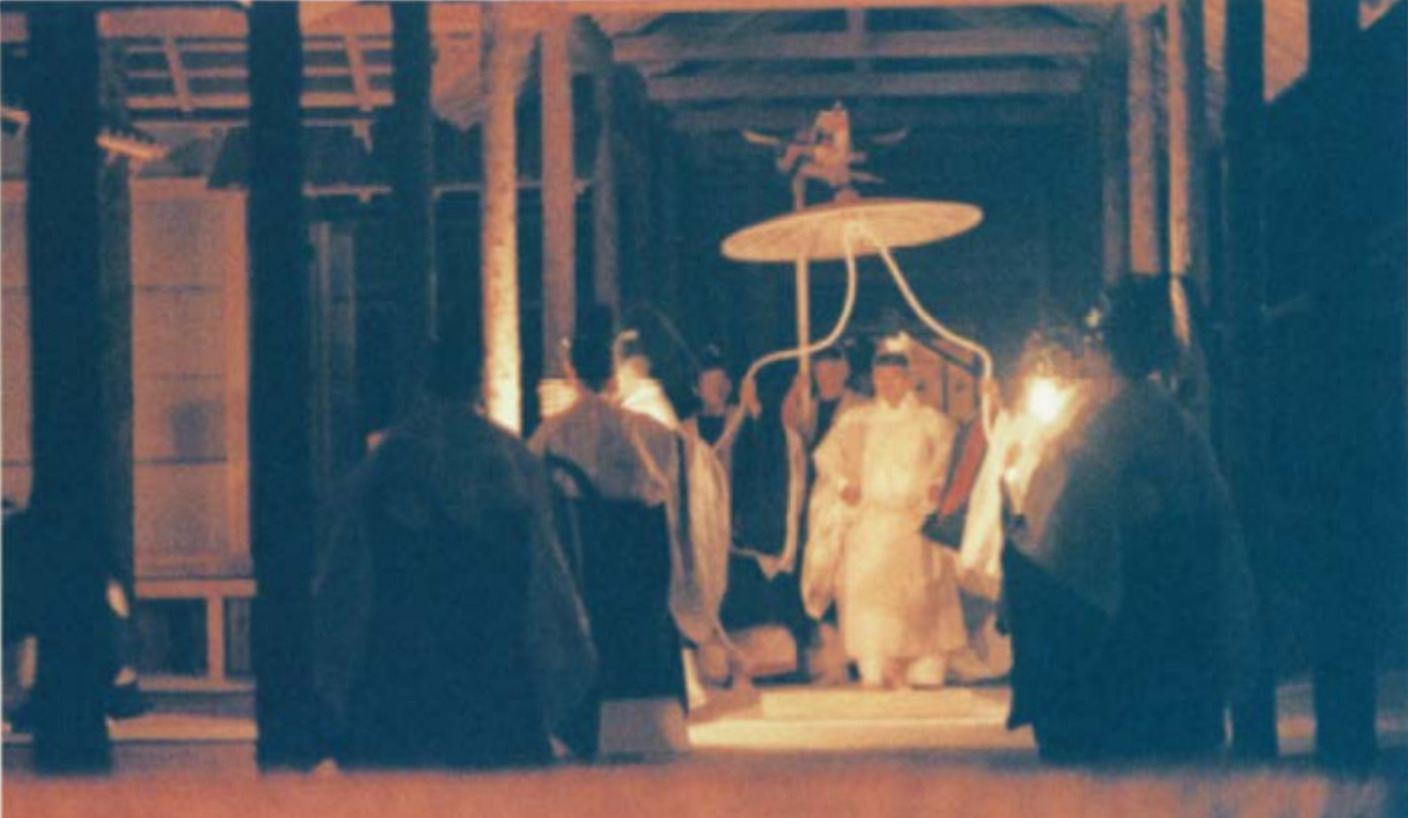
125代天皇上皇明仁の大嘗祭の様子（平成2年（1990年））

大嘗祭のこと。悠紀殿供饌の儀。主基殿供饌の儀。
大饗の儀
即位礼及び大嘗祭後神宮に親謁の儀

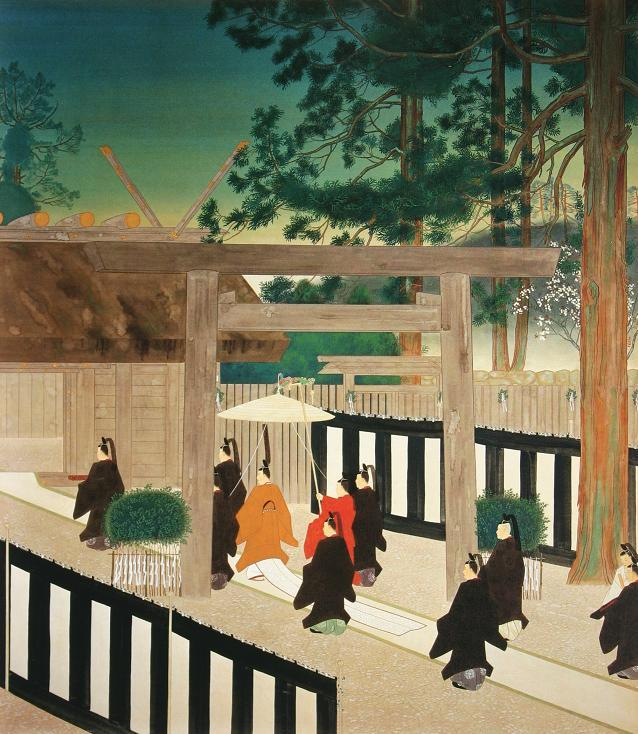
「明治天皇・神宮親謁」（松岡映丘画、池田仲博奉納）

即位礼及び大嘗祭後神武天皇山陵及び前四代の天皇山陵に親謁の儀
即位礼及び大嘗祭後賢所に親謁の儀
即位礼及び大嘗祭後皇霊殿神殿に親謁の儀
即位礼及び大嘗祭後賢所御神楽の儀
賢所に期日奉告の儀
皇霊殿、神殿に期日奉告の儀
神宮神武天皇並びに前代四帝の山陵に勅使発遣の儀
神宮に奉幣の儀
斎田点定の儀
斎田抜穂の儀
京都に行幸の儀

## 臣籍降下の式
天皇、皇后、皇太后に朝見の儀
臣籍降下をする皇族は、宮中に参内し、天皇・皇后の御前にて言上をし、天皇からは勅語・皇后からは懿旨（いし）を賜る。また、皇太后には本宮に参内し同様の儀式を行う。

## 崩御・薨去

### 天皇・皇后・太皇太后・皇太后

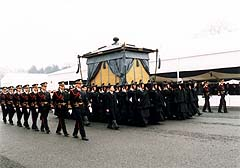
昭和天皇の大喪の礼・葬場殿の儀
1989年（平成元年）2月24日

櫬殿祗候（しんでんしこう）
遺体を櫬殿に安置し、崩御した天皇や皇后などに別れを告げる。一般の仮通夜にあたる。
拝訣の儀
遺された皇族が櫬殿に安置された遺体に最期の別れを告げる。
御舟入の儀（おふないり）
遺体を棺に納める一般の納棺に当たる（御舟入）。棺は内棺と外棺の二種類有り、この儀式では遺体を内側の棺に納める。
斂棺の儀
内棺を、外側の銅の棺に納める。斂棺（れんかん）が済むと霊柩（＝遺体が斂められた棺）は完全に密封され、開けられることはない。
陵所地鎮祭の儀
御陵予定地を祓う儀式。
殯宮移御の儀（ひんきゅういぎょ）
天皇の棺を櫬殿から殯宮に移す儀式。これより後の殯宮での一連の儀式は一般の通夜にあたる。
櫬殿祓除の儀（しんでんばつじょ）
殯宮日供の儀（ひんきゅうにっく）
毎日行われる。霊前に供え物を毎日欠かさず奉る。
殯宮移御後一日祭の儀
殯宮拝礼の儀
殯宮二十日の儀
追号奉告の儀
霊前に追号が決まったことを奉告する。
殯宮三十日の儀
殯宮四十日の儀
陵所祓除の儀
霊代奉安の儀
霊代（たましろ）を宮殿の表御座所に奉安する儀。
斂葬前殯宮拝礼の儀（れんそう）
斂葬当日殯宮祭の儀
轜車発引の儀（じしゃはついん）
一般の出棺にあたる。轜車と呼ばれる霊柩車に霊柩を納め、葬場殿へと向かう。
葬場殿の儀
皇室の行事。惣華輦に遷しかえられた霊柩が葬場殿に向かう。惣華輦ごと葬場殿に安置され、一般の葬儀・告別式にあたる神式の葬場殿の儀が行われる。
大喪の礼
国事行為。国葬で、天皇のみ行われる。宗教色は出来るだけ排される。
陵所の儀
埋葬の儀式。陵の御須屋（おすや、仮設の建物）直下に設けられた石槨に霊柩を納め、皇族が順次砂を掛ける。この後、御須屋が撤去され、円墳が築かれて陵が完成する。
権殿日供の儀　
山陵日供の儀
斂葬後一日権殿祭の儀
権殿五十日祭の儀
斂葬後一日山陵祭の儀
山陵五十日祭の儀
倚廬殿の儀（いろでん）
喪に服す。
権殿百日祭の儀
山陵百日祭の儀
山陵起工奉告の儀
山陵竣工奉告の儀
権殿一周年祭の儀
山陵一周年祭の儀
御禊の儀（みそぎ）
大祓の儀

### その他の皇族
正寝移柩の儀 
正寝日供の儀 
正寝移柩後一日祭の儀 
正寝十日二十日三十日四十日及五十日祭の儀 
墓所地鎮祭の儀 
墓所祓除の儀 
霊代安置の儀 
斂葬当日柩前祭の儀 
霊輿発引の儀 
斂葬の儀
葬場の儀
墓所の儀
正寝祓除の儀 
斂葬後一日権舎祭の儀 
権舎日供の儀 
斂葬後一日墓所祭の儀 
墓所日供の儀 
権殿十日二十日三十日四十日及五十日祭の儀 
山陵十日二十日三十日四十日及五十日祭の儀 
御禊の儀 
権舎百日祭の儀 
山陵百日祭の儀 
権舎一周年祭の儀 
墓所一周年祭の儀